# Burchardus de Monte Sion
Burchardus de Monte Sion, auch Burchardus de Saxonia, Burchard vom Berg Zion, († nach 1285) war ein deutscher Dominikaner. Er verfasste eine der bekanntesten mittelalterlichen Beschreibungen des Heiligen Landes.

## Leben
Über sein Leben ist wenig bekannt. Er stammte vielleicht aus dem Adelsgeschlecht von Barby und war dem Dominikanerkloster in Magdeburg verbunden.
Zwischen 1271 und 1285 bereiste er für mindestens zwei Jahre, vielleicht auch bis zu zehn Jahre lang, Palästina, Syrien und weitere Länder des Vorderen Orients. 1285 war er, so ein Teil der Überlieferung seines Werkes, mit der Gesandtschaft Rudolfs I. am Hof des ägyptischen Sultans.

## Descriptio terrae sanctae
Burchards Beschreibung des Heiligen Landes, die er während oder nach seiner Reise angefertigt hat, ist, auch wenn in einigen Handschriften sein Autorenname fehlt, daran zu erkennen, dass sie vom Mittelpunkt Akkon ausgehend das Land nach verschiedenen Himmelsrichtungen durchreist.
Das Werk war als instruktiver Pilgerführer sowie als Erbauungsbuch für diejenigen Gläubigen, die die Reise in das Heilige Land nicht selber machen konnten, sehr beliebt und wirkte modellhaft prägend für die Darstellung des Heiligen Landes noch bis weit ins 16. Jahrhundert hinein. Seine verschiedenen Versionen, darunter eine Kurz- und eine Langfassung in Latein ebenso wie Übersetzungen ins Deutsche und Französische, sind in insgesamt etwa hundert mittelalterlichen Handschriften und Frühdrucken des 15. und 16. Jahrhunderts überliefert. Das Verhältnis von Kurz- und Langfassung zueinander ist in der Forschung unterschiedlich bewertet worden. Sie werden heute „als zwei weitgehend eigenständige Werke, nicht einfach nur als Varianten eines einzigen Textes“ angesehen.
Die Langfassung enthält, anders als die Kurzfassung, zusätzliche Beschreibungen, die Burchards Reise von Europa ins Heilige Land und zurück schildern. Er bereiste u. a. Ägypten und Sizilien und teilt in zwei überlieferten Handschriften der Langfassung seine Beobachtungen bei der Besteigung des Vulkanberges Vulcano mit.
Die erste Druckfassung erschien im Rudimentum novitiorum bei Lucas Brandis 1475 in Lübeck.
Eine erste Ausgabe der Langfassung, die wissenschaftlichen Ansprüchen genügte, legte 1864 Johann Christian Mauritz Laurent vor. Jedoch wurde weder die Lang- noch die Kurzversion des Berichts bisher kritisch ediert, und beide sind nur in älteren, unvollständigen Ausgaben zugänglich.

## Ausgaben
- Johann Christian Mauritz Laurent: Peregrinatores medii aevi quatuor. Hinrichs, Leipzig 1864, S. 1–100; 2. Auflage 1873, S. 19–94 (Digitalisat)
- Wilhelm Anton Neumann: Burchardus de Monte Sion: Liber de descriptione terrae sanctae. Genf 1880